# Seda Aznavour
Pour les articles homonymes, voir Aznavour (homonymie).
Seda Aznavour, alias Patricia Aznavour, est une chanteuse et actrice franco-arménienne, née le 21 mai 1947 à Paris.

## Biographie
Elle est la fille première-née de Charles Aznavour et de Micheline Rugel Fromentin (1927-1989).
À 14 ans, elle est renvoyée de son lycée de Cannes pour y avoir apporté un tourne-disques et avoir fait une démonstration de twist devant ses camarades.
Après des études au Armenian Virgins College de Paris, à l'école de musique de Jan-Luciere puis à celle de Matiel Alter, elle commence sa carrière musicale en 1960, à la radio et à la télévision, puis sort l'album Rien que nous (avec David Alexandre Winter).
Elle enregistre la bande originale du film Sapho ou la Fureur d'aimer en 1970, et joue dans plusieurs films français, souvent avec son père.
En 1960, elle voyage aux États-Unis, et, en 1980, fait une tournée de concerts avec Lucy Saroyan.
En 1988, Seda enregistre les Chants traditionnels arméniens, album où elle interprète Yes Qo Ghimetn Chim Gidi (Ես քո ղիմեթն չիմ գիտի) une chanson écrite par Sayat-Nova et composée par Charles Aznavour.
Elle épouse Sam Stockfish, un coiffeur de Los Angeles, ils ont une fille Lyra, en 1978, puis en 1983, un garçon prénommé Jacob.

## Filmographie
- 1966 : Paris au mois d'août de Pierre Granier-Deferre
- 1971 : La Part des lions de Jean Larriaga
- 1971 : Un beau monstre de Sergio Gobbi, Dominique Fabre

## Discographie
- Suis le soleil, United Artists Records
- On ne valse plus à Vienne, FTC / Discodis
- Les marins, FTC
- Juste un dernier verre, FTC / Sofrason - Saïga
- Pour moi toute seule, United Artists Records
- Rien que nous, (David Alexandre Winter et Seda Aznavour), 1971, Barclay
- Peut-être…!, 1971, Barclay
- Les champignons hallucinogènes, 1972
- Chants traditionnels arméniens, 1988